# Marin Šverko
Marin Šverko (Pforzheim, 4 febbraio 1998) è un calciatore croato, difensore del Venezia.

## Caratteristiche tecniche
È un difensore centrale.

## Carriera

### Club
Cresciuto nel settore giovanile del Karlsruhe, debutta in prima squadra il 27 novembre 2016 in occasione dell'incontro di 2. Bundesliga pareggiato 0-0 contro il Kaiserslautern.
Nel gennaio 2017 passa al Magonza dove si alterna fra seconda squadra e prestiti nelle serie inferiori del calcio tedesco.
Il 14 agosto 2020 passa a titolo definitivo al Saarbrücken.
Nel giugno del 2021 passa al Groningen, club della massima serie olandese.
Il 31 gennaio 2023, viene ceduto in prestito al Venezia, in Serie B, fino al termine della stagione. Esordisce con i lagunari il 10 aprile nella sconfitta per 1-0 in casa della Reggina, subentrando ad Andrea Carboni nella ripresa.
Il 7 luglio 2023 fa ritorno ai lagunari, questa volta a titolo definitivo, stipulando un contratto triennale. Ottenuta la promozione in Serie A con i lagunari a fine stagione, esordisce nella massima serie il 18 agosto 2024 in Lazio-Venezia 3-1. Il 22 dicembre seguente la sua prima rete sia coi veneti che in massima serie nel successo per 2-1 contro il Cagliari.

### Nazionale
Nel 2021 viene convocato dalla nazionale under-21 croata per il campionato europeo di categoria; scende in campo il 25 marzo nell'incontro della fase a gironi contro il Portogallo.

## Statistiche

### Presenze e reti nei club
Statistiche aggiornate al 24 maggio 2025.
| Stagione          | Squadra           | Campionato        | Campionato | Campionato | Coppe nazionali | Coppe nazionali | Coppe nazionali | Coppe continentali | Coppe continentali | Coppe continentali | Altre coppe | Altre coppe | Altre coppe | Totale | Totale | Totale |
| Stagione          | Squadra           | Comp              | Pres       | Reti       | Comp            | Pres            | Reti            | Comp               | Pres               | Reti               | Comp        | Pres        | Reti        | Pres   | Reti   |        |
| ----------------- | ----------------- | ----------------- | ---------- | ---------- | --------------- | --------------- | --------------- | ------------------ | ------------------ | ------------------ | ----------- | ----------- | ----------- | ------ | ------ | ------ |
| 2016-2017         | Karlsruhe         | 2L                | 2          | 0          | CG              | 0               | 0               | -                  | -                  | -                  | -           | -           | -           | 2      | 0      |        |
| 2016-2017         | Magonza II        | 3L                | 5          | 0          | -               | -               | -               | -                  | -                  | -                  | -           | -           | -           | 5      | 0      |        |
| 2017-2018         | Magonza II        | RL                | 19         | 1          | -               | -               | -               | -                  | -                  | -                  | -           | -           | -           | 19     | 1      |        |
| 2018-2019         | Karlsruhe         | 3L                | 2          | 0          | CG              | 0               | 0               | -                  | -                  | -                  | -           | -           | -           | 2      | 0      |        |
| Totale Karlsruhe  | Totale Karlsruhe  | Totale Karlsruhe  | 4          | 0          |                 | 0               | 0               |                    | -                  | -                  |             | -           | -           | 4      | 0      |        |
| 2019-2020         | Magonza II        | RL                | 15         | 0          | -               | -               | -               | -                  | -                  | -                  | -           | -           | -           | 15     | 0      |        |
| Totale Magonza II | Totale Magonza II | Totale Magonza II | 39         | 1          |                 | -               | -               |                    | -                  | -                  |             | -           | -           | 39     | 1      |        |
| 2019-2020         | Sonnenhof G.      | 3L                | 8          | 0          | CG              | 0               | 0               | -                  | -                  | -                  | -           | -           | -           | 8      | 0      |        |
| 2020-2021         | Saarbrücken       | 3L                | 24         | 1          | CG              | 0               | 0               | -                  | -                  | -                  | -           | -           | -           | 24     | 1      |        |
| 2021-2022         | Groningen         | ED                | 23         | 0          | CO              | 2               | 0               | -                  | -                  | -                  | -           | -           | -           | 25     | 0      |        |
| 2022-gen. 2023    | Groningen         | ED                | 5          | 0          | CO              | 0               | 0               | -                  | -                  | -                  | -           | -           | -           | 5      | 0      |        |
| Totale Groningen  | Totale Groningen  | Totale Groningen  | 28         | 0          |                 | 2               | 0               |                    | -                  | -                  |             | -           | -           | 30     | 0      |        |
| gen.-giu. 2023    | Venezia           | B                 | 4+1        | 0          | CI              | 0               | 0               | -                  | -                  | -                  | -           | -           | -           | 5      | 1      |        |
| 2023-2024         | Venezia           | B                 | 33+4       | 0          | CI              | 1               | 0               | -                  | -                  | -                  | -           | -           | -           | 38     | 0      |        |
| 2024-2025         | Venezia           | A                 | 16         | 1          | CI              | 1               | 0               | -                  | -                  | -                  | -           | -           | -           | 17     | 1      |        |
| Totale Venezia    | Totale Venezia    | Totale Venezia    | 53+5       | 1          |                 | 2               | 0               |                    | -                  | -                  |             | -           | -           | 60     | 1      |        |
| Totale carriera   | Totale carriera   | Totale carriera   | 156+5      | 3          |                 | 4               | 0               |                    | -                  | -                  |             | -           | -           | 165    | 3      |        |